# Blue Line (luchtvaartmaatschappij)

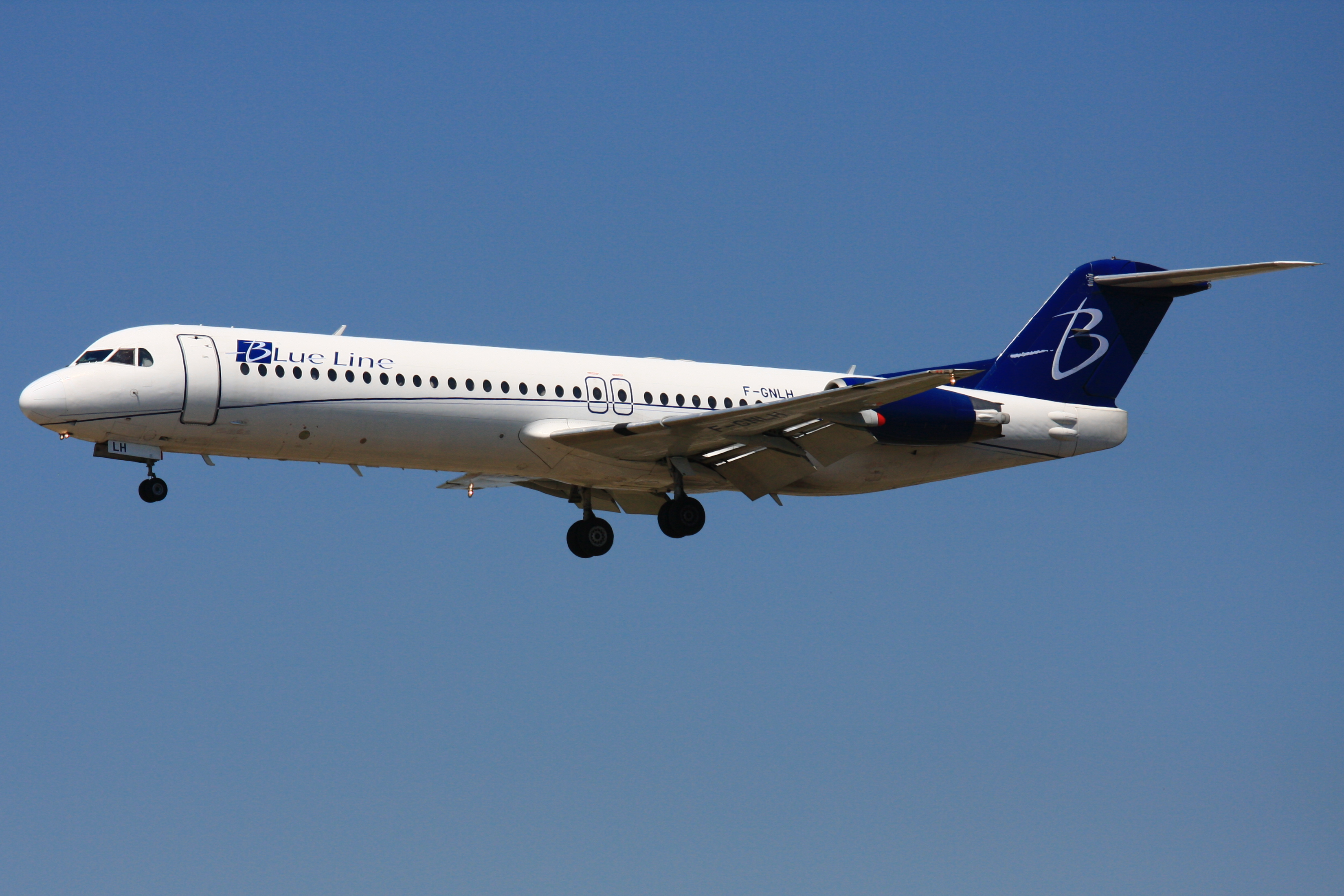
Blue Line Fokker 100

Blue Line was een Franse luchtvaartmaatschappij met als basis Luchthaven Parijs-Charles de Gaulle, Parijs.

## Code Data
- ICAO Code: BLE
- Roepletter: Bleu Berry

## Vloot
De vloot van Blue Line in januari 2009:
- 6 McDonnell Douglas MD-83
- 2 Fokker 100

Blue Line had ook een Airbus A310 aangeschaft. Deze werd gebruikt voor vips en chartervluchten.